# 다사이촌
다사이촌(多西村)은 도쿄부 니시타마군에 설치되었던 촌이다. 현재의 아키루노시 북동부에 해당한다.